# Touche (peinture)
En peinture la touche est le résultat du geste de poser une petite surface de peinture sur le support, visible sur l'œuvre terminée. La touche dépend du type de brosse utilisée et de la façon de l'appliquer sur le tableau (VTT).
La touche est caractéristique d'un style, d'un artiste ou d'une de ses périodes.
À l'époque classique, le terme a un sens plus général ; il désigne à peu près tous les éléments de style permis à l'artiste dans une œuvre exécutée selon les principes de l'Académie, et principalement l'accentuation expressive de certaines particularités de l'apparence visible des corps. La touche est tout ce à quoi on reconnaît l'ouvrage d'un artiste, quel que soit le sujet ; la touche est à la peinture, à cette époque, ce que le style est à la littérature, et est aussi délicate à définir. À l'époque où les préceptes classiques sont remis en cause, Paillot de Montabert, qui les défend, introduit son propos sur la touche en disant qu'il faut la distinguer des autres aspects de l'exécution ; mais son exposé concerne de très nombreux aspects du style. La touche se réalise par une façon de varier la largeur ou l'intensité de l'application du crayon ou du pinceau (Watelet).
Dans les descriptions de peinture jusqu'au milieu du XIXe siècle et plus tard, on trouve des appréciations de touche petite ou large, hardie ou discrète, et autres adjectifs, qui ne s'adressent pas nécessairement à l'aspect technique du travail du peintre, mais évoquent plutôt ce qu'on voit lorsqu'on examine le tableau de près ; en effet, dans le style académique, l'artiste finit son ouvrage en atténuant les touches.
Par synecdoque, la dernière touche ou la touche finale désigne l'ensemble des finitions d'un tableau ; parfois ce sont des gestes hardis, qui le complètent judicieusement (Béguin).
Une touche de couleur est une petite surface colorée remarquable par sa relation avec les tons voisins ou avec ceux de l'ensemble de l'image (Souriau).

### Sources historiques
- Claude-Henri Watelet et Pierre-Charles Levesque, Beaux-arts, t. 2, Paris, Panckoucke, coll. « Encyclopédie méthodique », 1791 (lire en ligne), p. 407-410.
- Marin Millin, Dictionnaire des beaux-arts, t. 3, Paris, 1806 (lire en ligne), p. 691-695 « Touche »
- Jacques-Nicolas Paillot de Montabert, Traité complet de la peinture, t. 8, Paris, Bossange père, 1829-1851 (lire en ligne), p. 153-282 « Touche »